# Грос Зарау
Грос Зарау (њем. Groß Sarau) општина је у њемачкој савезној држави Шлезвиг-Холштајн. Једно је од 131 општинског средишта округа Херцогтум Лауенбург. Према процјени из 2010. у општини је живјело 910 становника. Посједује регионалну шифру (AGS) 1053043.

## Географски и демографски подаци
Грос Зарау се налази у савезној држави Шлезвиг-Холштајн у округу Херцогтум Лауенбург. Општина се налази на надморској висини од 16 метара. Површина општине износи 17,1 km². У самом мјесту је, према процјени из 2010. године, живјело 910 становника. Просјечна густина становништва износи 53 становника/km².